# Seine großen Erfolge (Freddy-Quinn-Album, 1972)
Seine großen Erfolge ist das zehnte Kompilationsalbum des österreichischen Schlagersängers Freddy Quinn, das 1972 als Boxset im Musiklabel Polydor als Schallplatte (Nummer 2634017) und Kompaktkassette (Nummer 3511012) erschien. Die Veröffentlichung geschah unter der Rechtegesellschaft Austro Mechana.

## Schallplattenhülle
Auf der Schallplattenhülle ist ein der an eine Hausmauer gelehnt sitzende Freddy Quinn zu sehen, der einen schwarzen Anzug mit einem weißen Hemd und einer gestreiften Krawatte trägt.

## Musik
Lieder dieses Kompilationsalbums wurden von Freddy Quinn in folgenden Studioalben veröffentlicht. Zwölf dieser Lieder waren von Freddy Quinn als Single veröffentlicht worden.
- Freddy (1958)
  - Heimweh
- Auf hoher See (1961)
  - La Paloma
  - Die Gitarre und das Meer
  - Heimweh nach St. Pauli
- Heimweh nach St. Pauli (1962)
  - Auf der Reeperbahn nachts um halb eins
  - Junge, komm bald wieder
  - Heimweh nach St. Pauli
- Freddy auf großer Fahrt (1962)
  - La Paloma
  - Die Gitarre und das Meer
  - Heimweh nach St. Pauli
- In South Africa / Suid-Afrika (1963)
  - La Paloma
- Freddy El Millonario (1964)
  - La Paloma
- Von Kontinent zu Kontinent (1965)
  - Cu-Cu-Ru-Cu-Cu Paloma
- Mexico Olé (1968)
  - Cu-Cu-Ru-Cu-Cu Paloma
- Freddy – Wunschkonzert (1967)
  - La Paloma
- Heimweh (1968)
  - Heimweh
- Freddy Quinn en México (1968)
  - La barca de oro
- Freddy auf hoher See, Folge 2 (1969)
  - Auf der Reeperbahn nachts um halb eins
- Meine Heimat ist das Meer (1969)
  - Auf der Reeperbahn nachts um halb eins
- Der Junge von St. Pauli (1970)
  - Der Junge von St. Pauli
  - St. Pauli ist für alle da
- Wo meine Sonne scheint (1970)
  - Schiwago-Melodie
  - Ol’ Man River
- Tennessee Saturday Night (1970)
  - Your Cheating Heart
- Mein Wunschkonzert (1970)
  - Schiwago-Melodie
  - Ol’ Man River
- Freddy heute (1971)
  - Love Story
  - Über den Wolken
  - Michael und Robert
  - St. Helena
- Erinnerungen an Hans Albers (1971)
  - Beim ersten Mal, da tut’s noch weh
  - Seemannschor
  - La Paloma
  - Kleine Möwe, flieg’ nach Helgoland
  - Auf der Reeperbahn nachts um halb eins
- Musical-Express (1972)
  - Heimweh nach St. Pauli
- Vorhang auf! (1972)
  - Heimweh nach St. Pauli

## Titelliste
Das Album beinhaltet folgende 24 Titel:
- Seite 1

1. Heimweh[1]
2. Die Gitarre und das Meer[2]
3. Unter fremden Sternen[3]
4. La Paloma[4]
5. Junge, komm bald wieder[5]
6. Heimweh nach St. Pauli[6]

- Seite 2

1. St. Pauli ist für alle da
2. Kleine Möwe, flieg’ nach Helgoland[7]
3. Seemannschor[8]
4. Der Junge von St. Pauli[9]
5. Beim ersten Mal, da tut’s noch weh[10]
6. Auf der Reeperbahn nachts um halb eins[11]

- Seite 3

1. Love Story[12]
2. Your Cheating Heart[13]
3. La barca de oro[14]
4. Schiwago-Melodie[15]
5. Cu-Cu-Ru-Cu-Cu Paloma[16]
6. Ol’ Man River[17]

- Seite 4

1. St. Helena
2. Deine Welt, meine Welt
3. Die Fahrt ins Abenteuer
4. Michael und Robert
5. Über den Wolken
6. Jeder Abschied kann ein neuer Anfang sein